# Leslie Burr Lenehan
Pour les articles homonymes, voir Leslie Howard et Howard.
Leslie Burr Lenehan, née Leslie Howard est une cavalière américaine de concours de saut d'obstacles (CSO).
Elle a remporté deux médailles par équipe aux jeux olympiques : l'or en 1984 à Los Angeles et l'argent en 1996 à Atlanta.